# Canton de Roquemaure
Le canton de Roquemaure est une division administrative du département du Gard, dans l’arrondissement de Nîmes.

## Histoire
Le canton de Roquemaure a été créé en 1790.
Un nouveau découpage territorial du Gard entre en vigueur à l'occasion des élections départementales de mars 2015, défini par le décret du 24 février 2014, en application des lois du 17 mai 2013 (loi organique 2013-402 et loi 2013-403). Les conseillers départementaux sont, à compter de ces élections, élus au scrutin majoritaire binominal mixte. Les électeurs de chaque canton élisent au Conseil départemental, nouvelle appellation du Conseil général, deux membres de sexe différent, qui se présentent en binôme de candidats. Les conseillers départementaux sont élus pour 6 ans au scrutin binominal majoritaire à deux tours, l'accès au second tour nécessitant 12,5 % des inscrits au 1er tour. En outre la totalité des conseillers départementaux est renouvelée. Ce nouveau mode de scrutin nécessite un redécoupage des cantons dont le nombre est divisé par deux avec arrondi à l'unité impaire supérieure si ce nombre n'est pas entier impair, assorti de conditions de seuils minimaux. Dans le Gard, le nombre de cantons passe ainsi de 46 à 23. Le nombre de communes du canton de Roquemaure passe de 9 à 11.
Le nouveau canton de Roquemaure est formé de communes des anciens cantons de Bagnols-sur-Cèze (2 communes) et de Roquemaure (9 communes). Le canton est entièrement inclus dans l'arrondissement de Nîmes. Le bureau centralisateur est situé à Roquemaure.

## Représentation

### Juges de paix
| Période | Période | Identité           | Fonction précédente                                         | Observation |
| ------- | ------- | ------------------ | ----------------------------------------------------------- | ----------- |
| 1807    | 1830    | Pierre Guilleminet |                                                             | -           |
| 1830    | 1835    | Balazut            |                                                             | -           |
| 1835    | 1838    | Alexandre Daumas   |                                                             | -           |
| 1838    | 1855    | Louis Queyranne    |                                                             | -           |
| 1855    | 1856    | Hippolyte Ranquet  |                                                             | -           |
| 1857    | 1863    | Charles Vernet     |                                                             | -           |
| 1863    | 1870    | Durand             |                                                             | -           |
| 1870    | 1873    | Adolphe Broche     |                                                             | -           |
| 1873    | 1880    | Bouschon           |                                                             | -           |
| 1880    | 1918    | Cabrol             | Juge de paix du canton d'Aramon                             | -           |
| 1918    | 1925    | Albert Lexpert     | Juge de paix du canton des Vans                             | -           |
| 1925    | 1929    | Antoine Vier       | Juge de paix du canton d'Antraigues-sur-Volane              | -           |
| 1929    | 1931    | Henry Lebel        | Suppléant du juge de paix du canton de Tournon-Saint-Martin | -           |
| 1931    | 1936    | Jean Goyard        | Juge de paix du canton du Grand-Serre                       | -           |
| 1937    | 1941    | Louis Wartel       | Juge de paix du canton de Tallard                           | -           |
| 1941    | 1942    | Pierre Boudon      | Attaché stagiaire à Nîmes                                   | -           |
| 1942    | 1945    | Pierre Rigal       | Juge de paix du canton de Saint-Alban-sur-Limagnole         | -           |
| 1946    | 1946    | Louis Pellen       |                                                             | -           |

### Conseillers d'arrondissement
Le canton de Roquemaure appartenait à l'arrondissement d'Uzès jusqu'à sa disparition en 1926.
| Période                                  | Période | Identité        | Étiquette                             | Qualité |
| ---------------------------------------- | ------- | --------------- | ------------------------------------- | --- |
| 1833                                     | 1848    | Philippe Dutour |                                       | Notaire - Maire de Laudun                                                                                   |
|                                          |         |                 |                                       | |
| 1852                                     | 1867    | Joseph Borty    |                                       | Négociant et propriétaire à Roquemaure                                                                      |
| 1867                                     | 1874    | Louis Masson    |                                       | Docteur en médecine à Roquemaure                                                                            |
| 1874                                     | 1880    | Louis Pélaquier | Monarchiste                           | Propriétaire à Saint-Victor-la-Coste                                                                        |
| 1880                                     | 1886    | Jacques Imbert  |                                       | Suppléant du juge de paix à Roquemaure                                                                      |
| 1886                                     | 1892    | Calixte Odoyer  |                                       | Débitant de vin et receveur buraliste à Lirac                                                               |
| 1892                                     | 1904    | Paul Vergier    | Républicain progressiste puis Radical | Industriel, Saint-Geniès-de-Comolas                                                                         |
| 1904                                     | 1910    | Léon Gazagne    | Radical-socialiste                    | Propriétaire et négociant à Roquemaure                                                                      |
| 1910                                     | 1919    | Vincent Abrieu  | SFIO                                  | Cultivateur, maire de Laudun                                                                                |
| 1919                                     | 1928    | Urbain Baissac  | SFIO                                  | Secrétaire du Conseil des prud'hommes de Nîmes                                                              |
| 1928                                     | 1940    | Marius Fauré    | Radical-socialiste                    | Maire de Saint-Victor-la-Coste                                                                              |
| 1940                                     |         |                 |                                       | Les conseils d'arrondissement ont été suspendus par la loi du 12 octobre 1940 et n'ont jamais été réactivés |
| Les données manquantes sont à compléter. |         |                 |                                       | |

### Conseillers généraux
| Période | Période           | Identité                        | Étiquette           | Qualité |
| ------- | ----------------- | ------------------------------- | ------------------- | --- |
| 1833    | 1848              | Jean Guillaume Clerc            |                     | Maire de Roquemaure |
| 1848    | 1871              | Isidore Correnson               |                     | Conseiller à la Cour Impériale de Nîmes |
| 1871    | 1871 (annulation) | Adrien Marin                    |                     | Maire de Roquemaure |
| 1871    | 1877              | Auguste Bouchet                 | Républicain         | Avocat à Uzès |
| 1877    | 1882 (décès)      | Marie-Auguste Dunan (1839-1882) | Droite              | Propriétaire à Roquemaure |
| 1882    | 1886              | Paul-Félix Choisy               | Républicain         | Notaire à Laudun, suppléant du juge de paix, propriétaire, maire de Roquemaure |
| 1886    | 1894 (décès)      | Louis Gustave Edmond Fabre      | Républicain         | Commandant, chef de bataillon en retraite à Laudun |
| 1895    | 1901              | Ferdinand Astier                | Républicain radical | Propriétaire Maire de Laudun |
| 1901    | 1907              | Paul Vergier                    | Rad.                | Industriel, propriétaire à Saint-Geniès-de-Comolas, conseiller d'arrondissement |
| 1907    | 1925              | Célestin Queyranne              | SFIO puis PCF       | Ouvrier agricole Maire de Lirac |
| 1925    | 1940              | Joseph Ranquet                  | Rad.                | Maire de Sauveterre (1908-1940) Député (1938-1942) |
|         |                   |                                 |                     | |
| 1942    | 1945              | Jean Balazut (1904-1994)        | Rad.                | Propriétaire Président de la délégation spéciale de Montfaucon Nommé conseiller départemental en 1942 |
|         |                   |                                 |                     | |
| 1945    | 1949              | André Granier (1896-1968)       | SFIO                | Maire de Roquemaure (1945-1961) |
| 1949    | 1979              | Jean Balazut                    | Rad. puis DVG       | Propriétaire Maire de Montfaucon |
| 1979    | 2004              | René Mathieu                    | PCF                 | Cultivateur, viticulteur Maire de Saint-Victor-la-Coste (1977-1995) puis Conseiller municipal de Laudun (1995-2001)                                                                                          |
| 2004    | 2012 (démission)  | Patrice Prat                    | PS                  | Conseiller en assurances Maire de Laudun-l’Ardoise (1995-2014) Président de la Communauté de communes Rhône Cèze Languedoc jusqu’en 2012 Vice-président du Conseil général (2008-2011) Député de 2012 à 2017 |
| 2012    | 2015              | Nathalie Nury                   | DVG                 | Chargée de communication Première adjointe au maire de Roquemaure (2010-2014) Conseillère municipale depuis 2014 Vice-présidente du Conseil général (2014-2015)                                              |

### Conseillers départementaux
| Période élective | Période élective | Mandat | Mandat   | Identité         | Nuance | Nuance | Qualité |
| ---------------- | ---------------- | ------ | -------- | ---------------- | ------ | ------ | --- |
| 2015             | 2021             | 2015   | 2021     | Nathalie Nury    |        | PS     | Chargée de communication Conseillère municipale de Roquemaure, maire depuis 2020 Vice-présidente du Conseil départemental depuis 2015, déléguée à l'éducation et aux collèges |
| 2015             | 2021             | 2015   | 2021     | Philippe Pécout  |        | LREM   | Fonctionnaire territorial Maire de Laudun-l'Ardoise de 2014 à 2017, conseiller municipal depuis 2020 Vice-Président du Conseil départemental, délégué au Tourisme             |
| 2021             | 2028             | 2021   | en cours | Nathalie Nury    |        | PS     | Conseillère sortante, Vice-présidente du conseil départemental chargée de l'éducation et des collèges                                                                         |
| 2021             | 2028             | 2021   | en cours | Patrick Scorsone |        | PRG    | Gérant d'entreprise à Laudun-l'Ardoise |

### Résultats détaillés

#### Élections de mars 2015
À l'issue du 1er tour des élections départementales de 2015, deux binômes sont en ballottage : François Bonnieux et Brigitte Roullaud (FN, 38,08 %) et Nathalie Nury et Philippe Pécout (PS, 30,64 %). Le taux de participation est de 55,83 % (10 322 votants sur 18 489 inscrits) contre 53,96 % au niveau départemental et 50,17 % au niveau national.
Au second tour, Nathalie Nury et Philippe Pécout (PS) sont élus avec 51,58 % des suffrages exprimés et un taux de participation de 59,01 % (5 192 voix pour 10 909 votants et 18 488 inscrits).
Philippe Pécout a quitté le PS pour LREM. Il est membre du groupe "Socialistes et apparentés" au Conseil départemental.

#### Élections de juin 2021
Le premier tour des élections départementales de 2021 est marqué par un très faible taux de participation (33,26 % au niveau national). Dans le canton de Roquemaure, ce taux de participation est de 33,19 % (6 546 votants sur 19 722 inscrits) contre 33,46 % au niveau départemental. À l'issue de ce premier tour, deux binômes sont en ballottage : Magali Guillot et Rudy Martin (RN, 31,78 %) et Nathalie Nury et Patrick Scorsone (Union à gauche avec des écologistes, 31,24 %).
Le second tour des élections est marqué une nouvelle fois par une abstention massive équivalente au premier tour. Les taux de participation sont de 34,36 % au niveau national, 34,93 % dans le département et 34,7 % dans le canton de Roquemaure. Nathalie Nury et Patrick Scorsone (Union à gauche avec des écologistes) sont élus avec 57,86 % des suffrages exprimés (3 729 voix pour 6 846 votants et 19 728 inscrits),,. 

## Composition

### Composition avant 2015
Le canton regroupait neuf communes.
| Nom                      | Code Insee | Codepostal | Superficie (km2) | Population (dernière pop. légale) | Densité (hab./km2) |
| ------------------------ | ---------- | ---------- | ---------------- | --------------------------------- | ------------------ |
| Roquemaure (chef-lieu)   | 30221      | 30150      | 26,22            | 5 421 (2012)                      | 207                |
| Laudun-l'Ardoise         | 30141      | 30290      | 34,19            | 5 978 (2012)                      | 175                |
| Lirac                    | 30149      | 30126      | 9,76             | 886 (2012)                        | 91                 |
| Montfaucon               | 30178      | 30150      | 4,24             | 1 443 (2012)                      | 340                |
| Saint-Geniès-de-Comolas  | 30254      | 30150      | 8,26             | 1 854 (2012)                      | 224                |

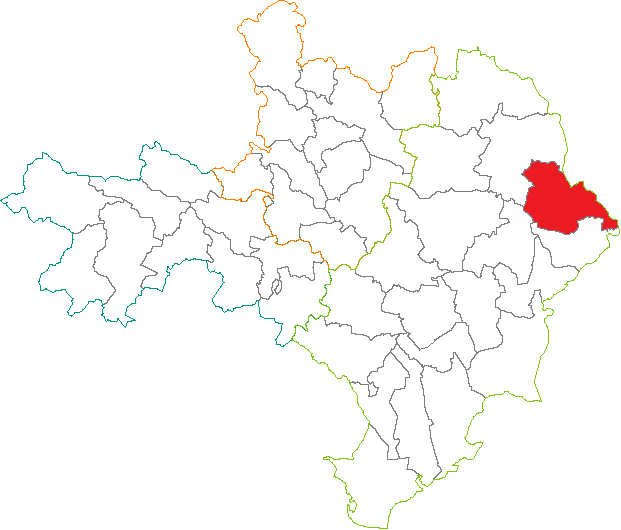
Situation du canton de Roquemaure dans le département du Gard avant 2015.

| Saint-Laurent-des-Arbres | 30278      | 30126      | 16,35            | 2 662 (2012)                      | 163                |
| Saint-Victor-la-Coste    | 30302      | 30290      | 26,64            | 1 955 (2012)                      | 73                 |
| Sauveterre               | 30312      | 30150      | 13,09            | 1 731 (2012)                      | 132                |
| Tavel                    | 30326      | 30126      | 19,96            | 1 836 (2012)                      | 92                 |

### Composition à partir de 2015
Le nouveau canton de Roquemaure comprend onze communes entières.
| Nom                                | Code Insee | Intercommunalité     | Superficie (km2) | Population (dernière pop. légale) | Densité (hab./km2) | Modifier                                    |
| ---------------------------------- | ---------- | -------------------- | ---------------- | --------------------------------- | ------------------ | ------------------------------------------- |
| Roquemaure (bureau centralisateur) | 30221      | CA Grand Avignon     | 26,22            | 5 528 (2022)                      | 211                | modifier les données · modifier les données |
| Codolet                            | 30084      | CA du Gard rhodanien | 5,17             | 597 (2022)                        | 115                | modifier les données · modifier les données |
| Laudun-l'Ardoise                   | 30141      | CA du Gard rhodanien | 34,19            | 6 673 (2022)                      | 195                | modifier les données · modifier les données |
| Lirac                              | 30149      | CA du Gard rhodanien | 9,76             | 938 (2022)                        | 96                 | modifier les données · modifier les données |
| Montfaucon                         | 30178      | CA du Gard rhodanien | 4,24             | 1 525 (2022)                      | 360                | modifier les données · modifier les données |
| Saint-Geniès-de-Comolas            | 30254      | CA du Gard rhodanien | 8,26             | 2 013 (2022)                      | 244                | modifier les données · modifier les données |
| Saint-Laurent-des-Arbres           | 30278      | CA du Gard rhodanien | 16,35            | 2 984 (2022)                      | 183                | modifier les données · modifier les données |
| Saint-Paul-les-Fonts               | 30355      | CA du Gard rhodanien | 5,46             | 1 047 (2022)                      | 192                | modifier les données · modifier les données |
| Saint-Victor-la-Coste              | 30302      | CA du Gard rhodanien | 26,64            | 2 222 (2022)                      | 83                 | modifier les données · modifier les données |
| Sauveterre                         | 30312      | CA Grand Avignon     | 13,09            | 2 013 (2022)                      | 154                | modifier les données · modifier les données |
| Tavel                              | 30326      | CA du Gard rhodanien | 19,96            | 2 032 (2022)                      | 102                | modifier les données · modifier les données |
| Canton de Roquemaure               | 3017       |                      | 169,34           | 27 572 (2022)                     | 163                | modifier les données                        |

## Démographie

### Démographie avant 2015
| 1962   | 1968   | 1975   | 1982   | 1990   | 1999   | 2006   | 2011   | 2012   |
| ------ | ------ | ------ | ------ | ------ | ------ | ------ | ------ | ------ |
| 10 824 | 13 988 | 14 816 | 15 634 | 18 150 | 20 115 | 21 778 | 23 584 | 23 766 |

### Démographie depuis 2015
En 2022, le canton comptait 27 572 habitants, en évolution de +3,17 % par rapport à 2016 (Gard : +2,97 %, France hors Mayotte : +2,11 %).
| 2013   | 2018   | 2022   |
| ------ | ------ | ------ |
| 25 859 | 27 089 | 27 572 |

## Illustrations

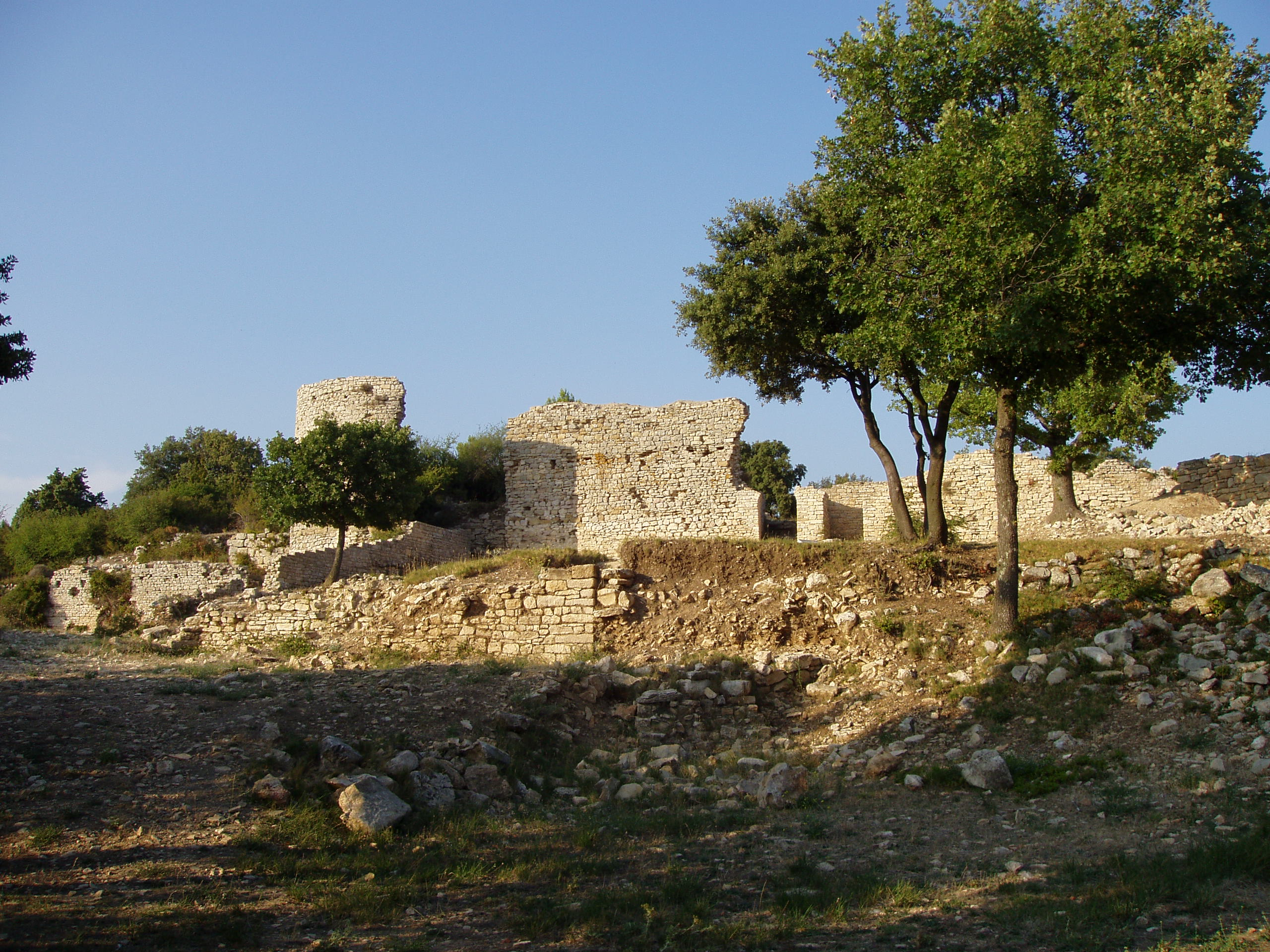
Le camp de César à Laudun-l’Ardoise
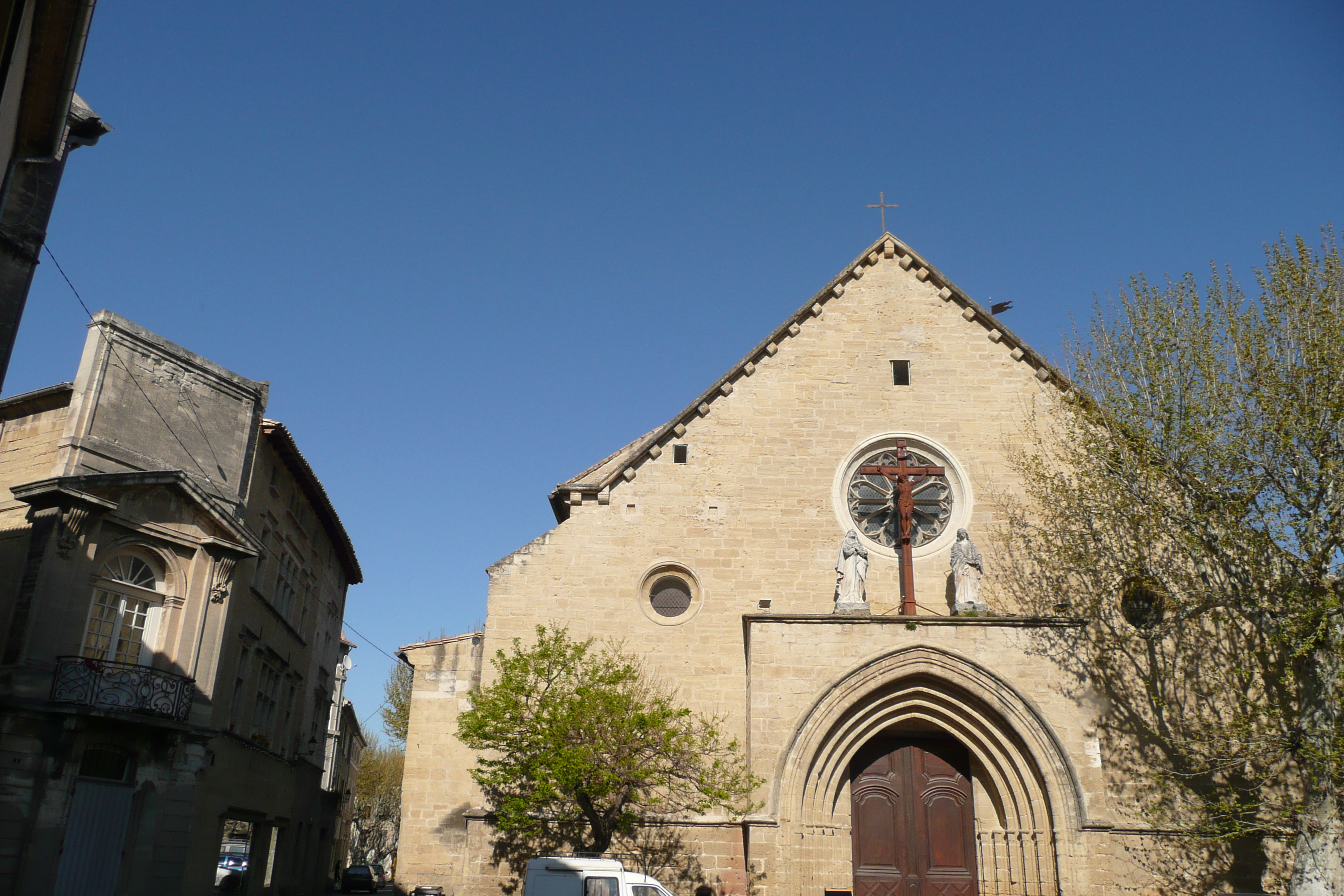
La collégiale Saint-Jean-Baptiste de Roquemaure